# 라우라 펄드베레
라우라 펄드베레(에스토니아어: Laura Põldvere, 1988년 8월 30일 ~ )는 에스토니아의 가수이다. 2차례의 유로비전 송 콘테스트(2005, 2017)에서 에스토니아 대표로 참가했다. 유로비전 송 콘테스트 2005에서는 걸 그룹 선트라이브(Suntribe)의 일원으로 참가했으며 유로비전 송 콘테스트 2017에서는 코이트 토메(Koit Toome)와 함께 참가했다.